# Lâm Tuyền (nhạc sĩ)
Lâm Tuyền (1922 – 1997) là một nhạc sĩ nhạc tiền chiến và tình khúc 1954-1975 trước năm 1975.

## Cuộc đời
Không rõ tên thật của ông, nhưng ông sinh năm 1922 tại Huế, có anh trai là họa sĩ Ngọc Tùng.
Ông đã viết nhạc từ khá sớm, từ khoảng thập niên 1950 của thế kỷ trước. Ông nổi tiếng với các ca khúc như: Tơ sầu, Hình ảnh một buổi chiều, Khúc nhạc ly hương, Nhắn người viễn xứ, khi ông đang còn ở tuổi đôi mươi. Ông đã vào Sài Gòn sinh sống từ năm 1954. Trong đó, ca khúc "Tiếng thời gian" được ca sĩ Mộc Lan hát nhiều nhất trong ban nhạc của Vũ Thành.
Những năm 1960, ông bị căn bệnh đậu mùa và bị tàn phá diện mạo. Ông cũng kiếm sống bằng nghề dạy đàn, dạy hát, và trình diễn độc tấu guitar trước công chúng. Lớp nhạc của ông bao gồm rất nhiều học trò, bao gồm nhạc sĩ Bảo Thu, Hà Phương, Tùng Phương.
Sau năm 1975, khi ông đang vượt biên đến Singapore thì ông bị chính quyền bắt và giam trong một thời gian, sau đó ông trở về Sài Gòn.
Ông qua đời ngày 2 tháng 3 năm 1997 tại Thành phố Hồ Chí Minh. Những năm trước khi ông qua đời, ông kiếm sống bằng nghề dạy nhạc cho đến khi ông phải ngồi xe lăn và bị mù.

## Tác phẩm
- Chuyện tình cô hàng chè tươi (1962)
- Khúc nhạc ly hương
- Giấc mơ trên bậc thềm
- Hình ảnh một buổi chiều (lời Dạ Chung và Thanh Châu)
- Lặng lẽ (lời Dạ Chung)
- Lạc Hồng phục hưng
- Mưa sầu mùa đông (lời Thanh Nam)
- Nghê thường dạ khúc
- Nhạc xuân
- Nhạc sĩ với chim xanh
- Nhớ người viễn xứ (với Nguyễn Văn Đông) (1963)
- Nhắn chim bạt gió
- Nhớ người đêm đông (Ngọc Hương Giang) (1963)
- Tơ sầu (lời Dạ Chung)
- Tiêu khúc Tràng Giang (với Văn Tạo) (1952)
- Trăng vàng
- Trở về dĩ vãng
- Tiếng thời gian (lời Dạ Chung)
- Tiếng ru gió khuya
- Xuân thanh bình (với Lệ Quyên) (1951)
- Xuân tha hương (với Nguyễn Văn Đông) (1963)